# Melanophilharmostes burgeoni
Melanophilharmostes burgeoni är en skalbaggsart som beskrevs av Renaud Maurice Adrien Paulian 1946. Melanophilharmostes burgeoni ingår i släktet Melanophilharmostes och familjen Hybosoridae. Inga underarter finns listade i Catalogue of Life.